# 네드 루크

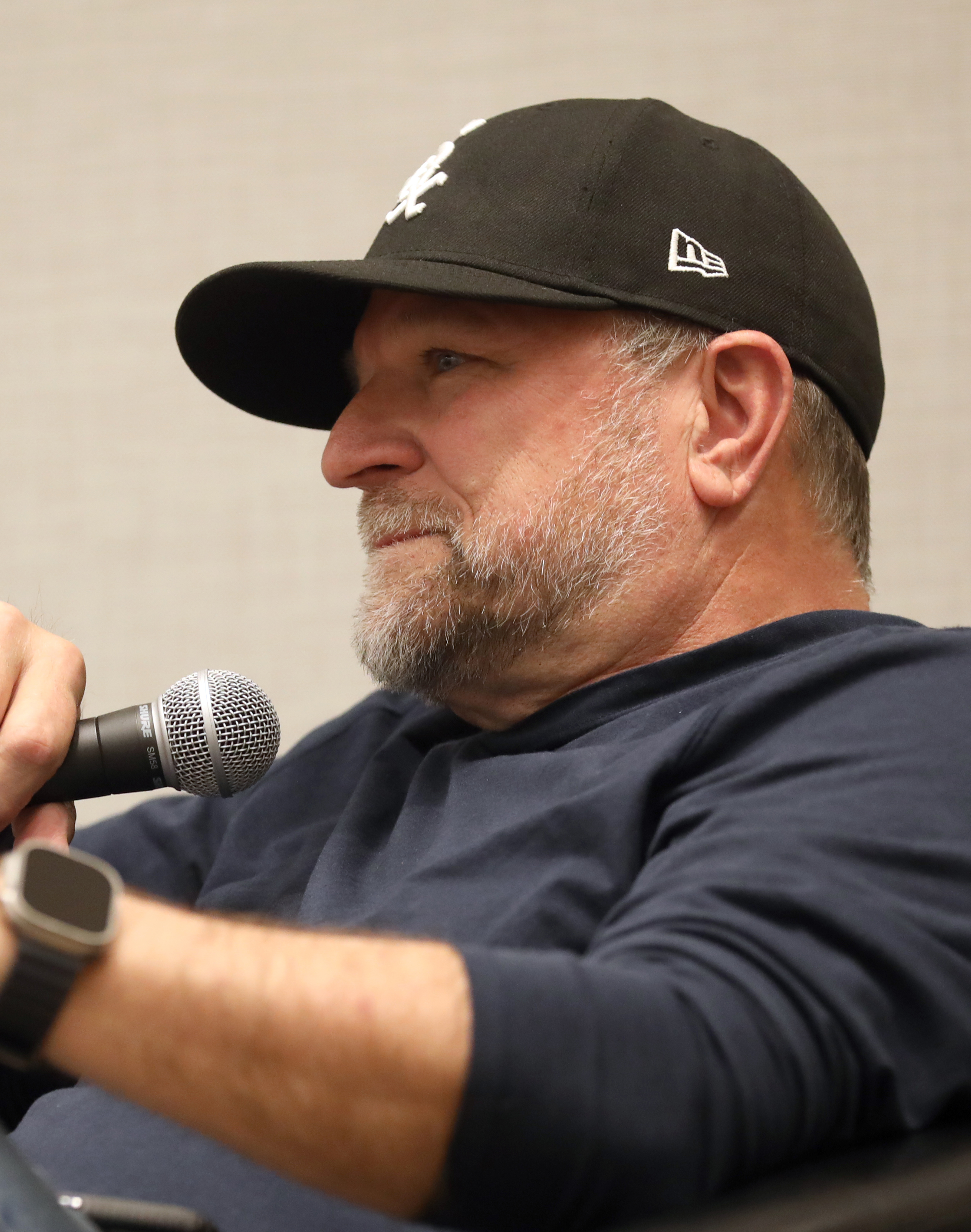

네드 루크(Ned Luke, 1958년 10월 4일 ~ )는 미국의 배우, 성우, 영화배우, 텔레비전 배우이다.
댄빌에서 태어났다.

## 영화
- 아메리칸 사이코 2018 (2017년) - 빌 역